# Геринг, Ульрих

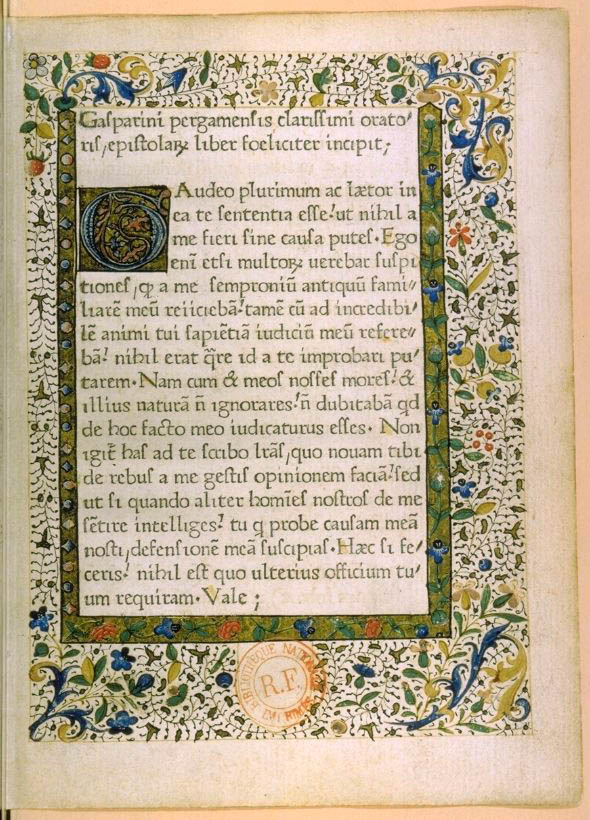
Страница из «Письмовника» Гаспарена де Бергамо, напечатанного Ульрихом Герингом в 1470 году.

Ульрих Геринг (нем. Ulrich Gering; умер 23 августа 1510) — один из первых книгопечатников. Родом из города Беромюнстер, епархия Констанц. Он был одним из трех человек, основавших первую типографию во Франции, выпускал книги в Париже около 1470—1508 года.
Был приглашен в Париж в 1469 году ректором Сорбоннского университета, Иоганном Хейнлином (Johann Heynlin) и его коллегой Гийомом Фише. Двое последних отбирали и редактировали тексты, которые печатал Геринг вместе со своими партнерами Михаэлем Фрибургером и Мартином Кранцем. В период между 1470 и 1472 годами в типографии вышло 22 издания. Их первой книгой и, соответственно, первой книгой, напечатанной во Франции, стали «Письма» Гаспарена де Бергамо (1470).
К концу 1472 года предприятие, существовавшее на деньги университета, закрылось, и три печатника покинули Сорбонну, чтобы основать свою собственную типографию под вывеской «Soleil d’Or» («Золотое солнце») на улице Сен-Жак в Париже. В конце 1477 года партнеры разошлись, и Геринг продолжил печатать книги один. В 1483 году он переехал на Сорбонскую улицу. В 1484—1494 книги, напечатанные в «Soleil d’Or», носят имена Жана Хигмана (Jean Higman; 1484—1489) и Джорджа Вулфа (George Wolf; 1490—1492). Геринг снова появляется в типографии с 1494 года. Его партнером был Бертольт Ремболт (Berthold Rembolt), который продолжил печатать книги один после 1508 года, когда Ульрих Геринг снова покинул книгопечатню.